# Maurice Baring
Maurice Baring (Londres, 1874 — Beaufort, Inverness, 1945) va ser un escriptor, diplomàtic i periodista anglès, fill de lord Revelstoke.

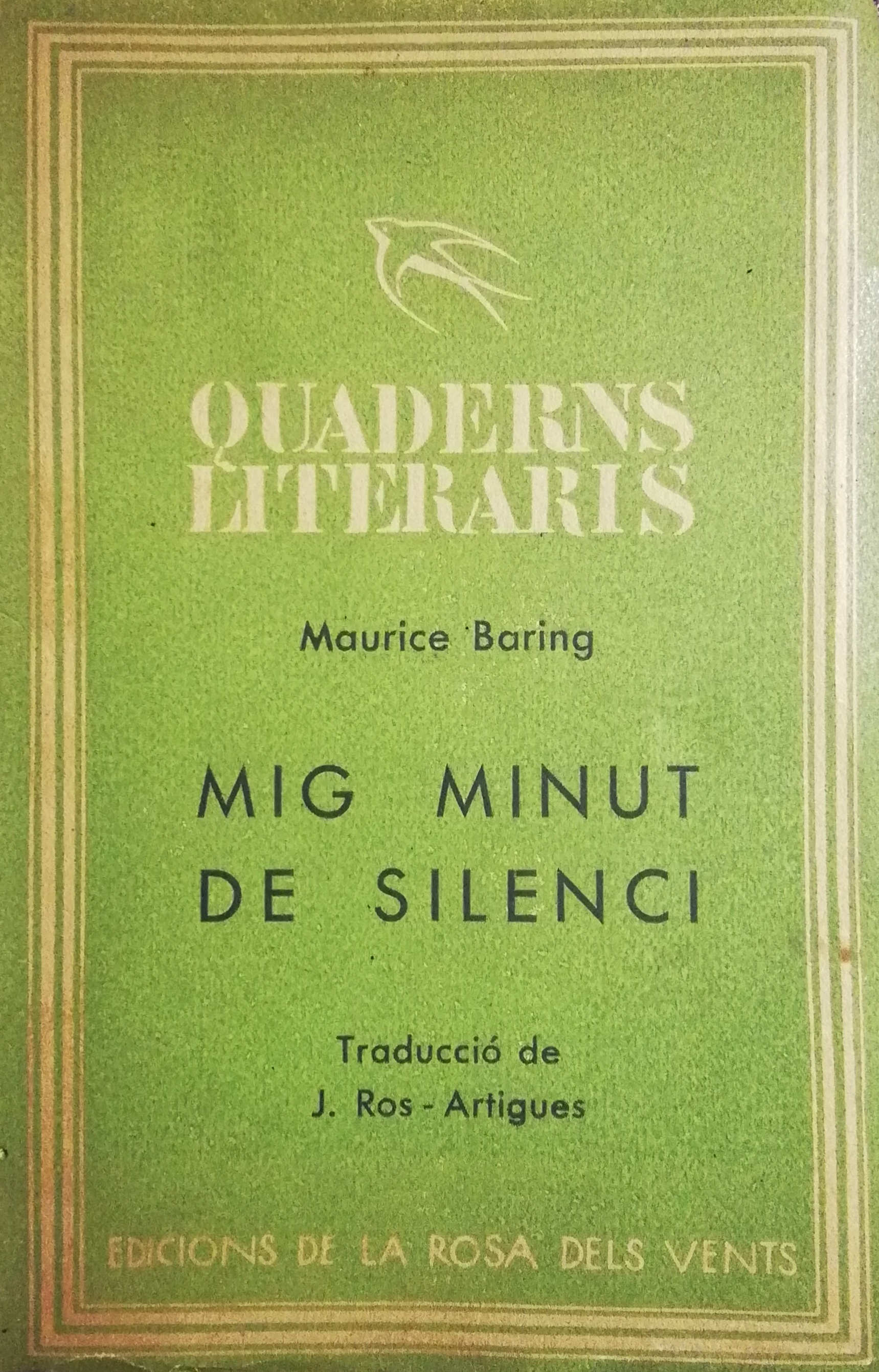
Half a Minute's Silence (Mig Minut de Silenci) de Maurice Baring, traducció catalana publicada a Barcelona l'any 1936

Va estudiar al Trinity College (Cambridge) i durant la Primera Guerra Mundial va servir a la Royal Air Force. Va ser corresponsal a l'Orient i a Rússia. Va escriure poesia, novel·la, assaig i crítica. Destaca per la seva narrativa senzilla i continguda.

## Obres
- With the Russians in Manchuria (1905)
- Russian Essays and Stories (1908)
- Round the World in any Number of Days (1919)
- C (1924)
- Half a Minute's Silence and Other Stories (1925)
- Daphne Adeane (1926)
- Robert Peckham (1930)